# Lineidae
Lineidae — родина неозброєних  немертин ряду Heteronemertea. Головна залоза складається з дуже тонких трубочок, розташованих перед мозком. Шкірно-м'язовий мішок містить 3 основних шари м'язів: зовнішній поздовжній, середній кільцевої та внутрішній поздовжній. Бічні нервові стовбури лежать поза кільцевою мускулатурою, проте завжди відокремлені від епідермісу добре розвиненим шаром зовнішньої поздовжньої мускулатури.

## Класифікація
Родина містить такі види:
- Aetheolineus Senz, 1993
- Ammolineus Senz, 2001
- Antarctolineus Muller & Scripcariu, 1964
- Apatronemertes Wilfert & Gibson, 1974
- Australineus Gibson, 1990
- Cephalurichus Gibson, 1985
- Colemaniella Gibson, 1982
- Corsoua Corrêa, 1963
- Craticulineus Gibson, 1984
- Diplopleura Stimpson, 1857
- Eousia Gibson, 1990
- Euborlasia Vaillant, 1890
- Flaminga Corrêa, 1957
- Fragilonemertes Riser, 1998
- Gastropion Moretto, 1998
- Heteroenopleus Wern, 1998
- Heterolineus Friedrich, 1935
- Heteronemertes Chernyshev, 1995
- Hinumanemertes Iwata, 1970
- Kirsteueria Gibson, 1978
- Kohnia Sundberg & Gibson, 1995
- Lineopsella Friedrich, 1970
- Lineopselloides Gibson, 1990
- Lineopsis
- Lineus Sowerby, 1806
- Micconemertes Gibson, 1997
- Micrella
- Micrellides Gibson, 1985
- Micrura Ehrenberg, 1871
- Micrurimorpha Korotkevich, 1980
- Micrurinella Friedrich, 1960
- Myorhynchonemertes Senz, 1997
- Nemertoscolex Greeff, 1879
- Neolineus
- Nipponomicrura Chernyshev, 1995
- Notospermus Huschke, 1829
- Paralineopsis Iwata, 1993
- Paralineus Schütz, 1911
- Paramicrura Gibson & Sundberg, 1992
- Paramicrurinella Gibson, 1985
- Parvicirrus Ris, 1993
- Pontolineus
- Pseudomicrura Strand & Sundberg, 2011
- Pussylineus Corrêa, 1956
- Quasiutolineides Senz, 2001
- Ramphogordius Rathke, 1843
- Rhamphogordius
- Riseriellus
- Tarrhomyos Ris, 1993
- Tenuilineus Ris, 1993
- Uricholemma Sundberg & Gibson, 1995
- Utolineides Senz, 1997
- Utolineus Gibson, 1990
- Yininemertes Sun and Lu, 2008
- Zygeupolia Thompson, 1900